# Isopedella inola
Isopedella inola är en spindelart som först beskrevs av Embrik Strand 1913.  Isopedella inola ingår i släktet Isopedella och familjen jättekrabbspindlar. Utöver nominatformen finns också underarten I. i. carinatula.